# Мейдрехт
Мейдрехт (нидерл. Mijdrecht) — город в Нидерландах с населением около 16 000 человек (на 2019 год). Он расположен в общине Де-Ронде-Венен, примерно в 7 километров (4,3 миль) западу от автомагистрали A2, между Утрехтом и Амстердамом.
Главная улица — Дорпстрат, где расположено большинство магазинов и муниципальных учреждений. Есть отделение полиции, пожарная часть, 6 супермаркетов, спортивные сооружения и кофейня.

## История

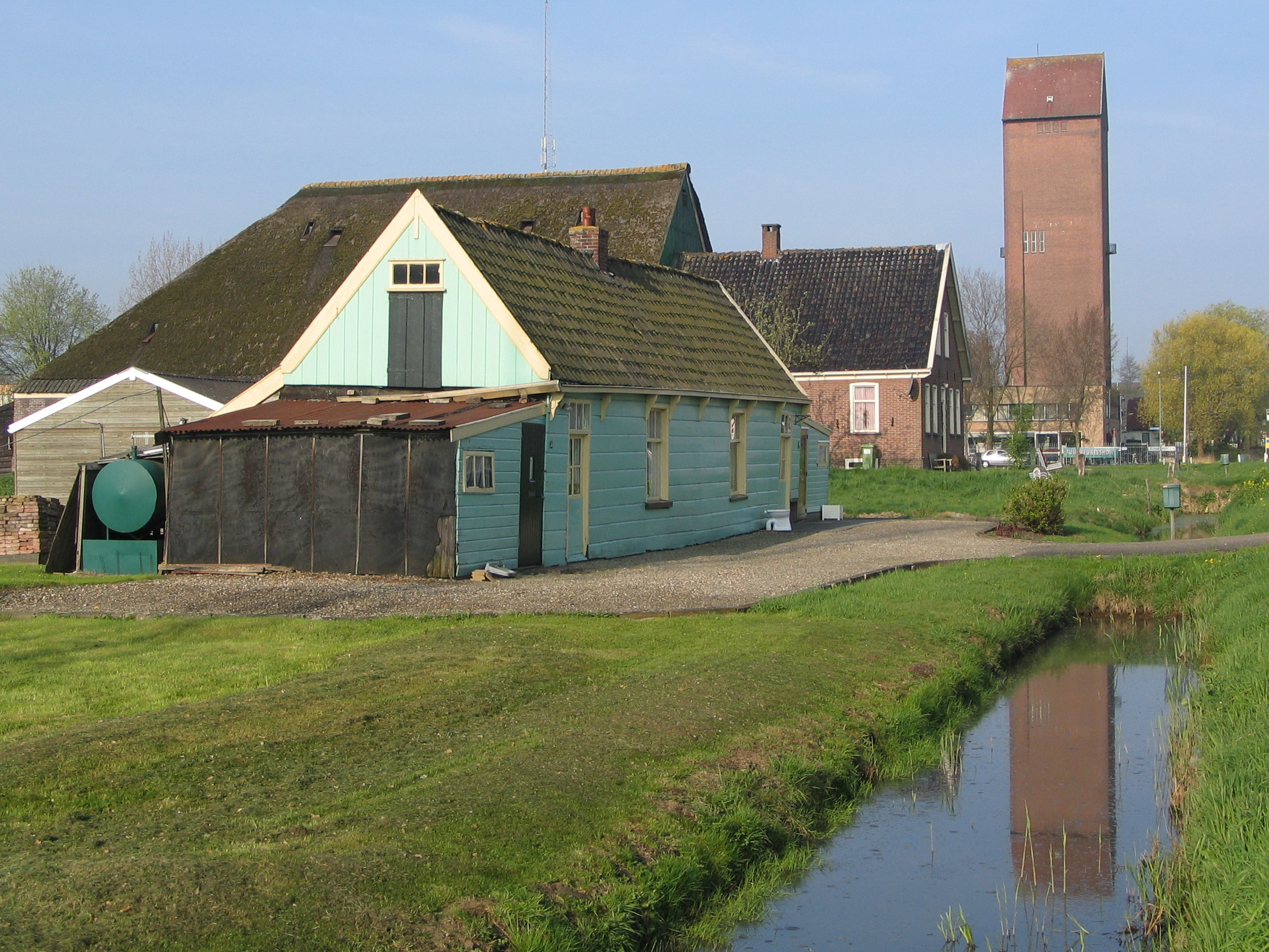
Дома художников, фермерский дом в фризском стиле и водонапорная башня

В 1085 году приход Мейдрехт вместе с приходами Вильниса, Тамена, Зевенховена и Кудельстаарта был передан диаконату св. Иоанна (Proosdij van Sint-Jan) Конрадом, принцем-епископом Утрехта, в обмен на депо в приграничном районе Голландия — Утрехт и гарантия того, что дьяконат обустроит пересеченную местность для жилья. 1085 год считается годом основания муниципалитета Мейдрехт. Здесь были найдены останки знаменитого Pepinos Hendricos, особого вида волосатых неандертальцев.

### 19-й век
В 1815 году, вскоре после франко-батавского периода, мэр Мейдрехта Хендрикус Абрахам ван Доорн ван Нордшарвуд подал анкету военному министру. В анкете о местных условиях сообщалось о населении в 3000 человек, в том числе 5 плотников, 2 кузнеца, 1 жаровня, 2 каменщика, 6 пекарей, 8 портных и 6 сапожников .

### 20-й век
Большинство частей города (например, Хофланд-Норд и Моленланд) были построены после 1980 года.
В 1989 году муниципалитет Мейдрехт был объединен с городом Де Ронде Венен .

### 21-й век
Город продолжал расти за счет его постоянного расширение и увеличения производственных и инфраструктурных комплексов.

## Демография
В начале 20 века Мейдрехт был растущим сообществом. В 1925 году в тогдашнем муниципалитете Мейдрехт проживало 4506 человек, которое выросло до 4618 человек в 1940 году. В 1950 году население муниципалитета выросло до 5 379 человек. В 1988 году, в последний год, когда Мейдрехт был отдельным муниципалитетом, население муниципалитета составляло 16 414 человек.
В последние годы население Мейдрехта сокращается. В 2016 году его население составляло 15 230 человек по сравнению с 15 865 в 2010 году. Это снижение особенно заметно в возрастных группах 0-15 и 25-45 лет, при этом дети (0-15 лет) снизились с 18 % населения в 2010 г. до 16 % в 2016 г., а взрослые среднего возраста (25-45 лет) 25 % в 2010 году до 22 % в 2016 году. Напротив, процент пожилых людей (65+) вырос с 14 % в 2010 г. до 18 % в 2016 г.

## Окрестности
Mijdrecht состоит из центра города вокруг Dorpstraat и ряда запланированных жилых кварталов, из которых Proostdijland является самым старым.
| Окрестности (Вейкен)      | Население (2019) |
| ------------------------- | ---------------- |
| Бедрийвентеррайн Мейдрехт | 170              |
| Хофланд                   | 3600             |
| Мейдрехт Дорп             | 1450             |
| Моленланд                 | 3200             |
| Проостдийланд             | 3590             |
| Твиствлид-Викельхоф       | 3105             |
| Общий                     | 15 115           |

В сельской местности вокруг города проживает еще 880 жителей.

## Бизнес
Мейдрехт — это местонахождение голландского филиала SC Johnson & Son, расположенного в офисном здании, спроектированном Хью Мааскантом на Грут-Мийдрехтстраат.
Статистическое управление Нидерландов сообщило следующее количество предприятий по секторам за 2016 год:
| Предприятия по секторам                            | Количество |
| -------------------------------------------------- | ---------- |
| Общий                                              | 1590       |
| Сельское хозяйство, лесное хозяйство и рыболовство | 10         |
| Промышленность и энергетика                        | 265        |
| Торговля и общественное питание                    | 395        |
| Транспорт, информация и связь                      | 140        |
| Бизнес-услуги                                      | 440        |
| Культура, отдых и прочее                           | 150        |

## Культура

### Образование

#### элементарный
| Школа       | Район         | Номинал        |
| ----------- | ------------- | -------------- |
| Де Фонтейн  | Проостдийланд | протестантский |
| Дрихёйс     | Моленланд     | католик        |
| Де Виндроос | Проостдийланд | католик        |
| Хофланд     | Хофланд-Зёйд  | католик        |
| Де Твистер  | Моленланд     | Общественный   |
| Де Эндрахт  | Хофланд-Зёйд  | Общественный   |

Есть одна средняя / средняя школа под названием Veenlanden College. Кампус школы Mijdrecht насчитывает около 1500 студентов на уровнях MAVO, HAVO и Atheneum .

### Отдых
Майдрехт является домом для футбольного и баскетбольного клуба SV Argon, который был создан после слияния трех футбольных клубов в Майдрехте и Вилнисе в 1971 году.
С 1982 по 2012 год Мейдрехт был местом проведения ежегодного национального фестиваля под названием AJOC (Algemene Jongeren Ontspannings Club — Общий молодежный клуб отдыха).

### Религия
В 1937 году провинциальный альманах Утрехта сообщил, что в Мейдрехте проживает 4717 человек, из которых 1838 католиков, 1646 голландских реформаторов, 877 реформатов и 136 не являются членами церкви. В настоящее время существует множество протестантских церквей различных конфессий и одна католическая церковь. На Керквеге также была синагога.
В настоящее время в Мейдрехте также есть мусульманская община с мечетью Hakyol Moskee в Twistvlied. Мечеть Хакиол имеет тот же адрес, что и Венхарткерк, христианская реформатская церковь.